# Aniocha North
Aniocha North è una delle venticinque aree a governo locale (local government areas) in cui è suddiviso lo stato di Delta, nella Repubblica Federale della Nigeria.
Si estende su una superficie di 406 chilometri quadrati e conta una popolazione di 104.711 abitanti.